# Senior Expert Service
Pour les articles homonymes, voir SES.
Senior Expert Service (SES) (Service d’Expert Senior) est une fondation humaniste philanthropique altruiste allemande, fondée en 1983, de coopération économique et sociale internationale non lucrative, pour l'aide humanitaire aux pays en développement, par des experts Seniors retraités allemands.

## Historique
Cette fondation de 1983, dont le siège social est à Bonn en Allemagne, regroupe environ 10000 experts volontaires, bénévoles, en retraite, de plus de 50 spécialités professionnelles toutes catégories, qui font bénéficier de leurs compétences et expériences de leur ancienne carrière d'experts, au développement de nombreux pays émergeant du monde, avec une quinzaine de bureaux répartis dans le monde. Depuis 1983, la fondation revendique plus de 26000 opérations dans plus de 160 pays, avec une durée d'affectation de ses experts en mission comprise généralement entre trois semaines et six mois, et une moyenne d'age de ses bénévoles retraités de 67 ans. Les experts sont bénévoles non rémunérés, leurs frais de déplacements, d'hébergement et de vie sur leur lieu de mission, étant à la charge des bénéficiaires. 
La fondation bénéfice historiquement du soutien de très nombreux organismes allemands, dont les Ministère fédéral de la Coopération économique, Ministère fédéral de l'Éducation et de la Recherche allemand, chambre de commerce et de l'industrie allemande (DIHK)..., Carl Duisberg Centren (société de services et de bienfaisance dans le domaine de l'éducation et de la formation internationalle), Fédération de l'Industrie allemande (BDI), Association centrale de l'Association du commerce allemand (ZDH), Confédération des associations patronales allemandes (BDA)... mais également de nombreuses industries allemandes, et associations internationales divers...  